# Laphria nigrescens
Laphria nigrescens är en tvåvingeart som beskrevs av Ricardo 1925. Laphria nigrescens ingår i släktet Laphria och familjen rovflugor. Inga underarter finns listade i Catalogue of Life.